# Magda Konopka
Magda Konopka, née le 15 mars 1943 à Varsovie, est une actrice et mannequin polonaise active dans le cinéma italien dans les années 1960 et 1970, surtout connue pour ses rôles dans la comédie érotique italienne. Active à la télévision elle est interprète de rôles de film de série B, western, gialli et des poliziotteschi.

## Biographie
Magda Konopka est née dans une famille aristocratique. Son père était un officier de haut rang qui possédait des terres et des chevaux, sa mère était une spécialiste de l'archéologie. Elle-même portait le titre de baronne, hérité de son arrière-grand-père qui était aide de camp de Napoléon. Elle a été obligée d'aller vivre à Londres avec son père, car il était persécuté politiquement. À l'âge de 17 ans, elle décide de quitter le lycée et de s'inscrire dans une école de mannequins. Elle se rend ensuite à Rome en compagnie de son ami acteur Massimo Serato et commence sa carrière cinématographique avec le film Thrilling (1965), épisode Il vittimista, réalisé par Ettore Scola. En août 1969, elle remporte le concours de beauté Lady Universe. En 1971 elle a aussi joué dans le western spaghetti Blindman, le justicier aveugle avec Ringo Starr.
En janvier et août 1967, elle fait la couverture de l'hebdomadaire Tempo (janvier et août 1967), puis pose pour la couverture du numéro de mai 1970 de Penthouse. En janvier 1967 et en novembre 1970, elle apparaît dans les pages de Playmen (novembre 1970).

## Vie privée
Le 21 décembre 1967, Konopka épouse le milliardaire franco-canadien Jean-Louis Dessy, mais le couple se sépare au printemps suivant,. Elle a ensuite une liaison avec Sean Connery.
En 1970, un hebdomadaire publie une photo d'elle nue en compagnie de Camillo II Casati Stampa di Soncino, marquis de Casate, alors que ce dernier vient d'assassiner sa femme Anna Fallarino et son amant Massimo Minorenti avant de se donner la mort. Konopka se justifie en disant qu'elle n'a aucun lien avec le marquis et que sa photo avec lui n'est due qu'à la suite d'une rencontre fortuite sur une plage de Porto Rotondo. Elle décide alors de porter plainte pour diffamation contre le journal qui a publié les photos. Le magistrat de Rome et la Cour constitutionnelle lui donnent raison et interdisent la diffusion des photos,,.
En 1972, elle fait l'objet d'une enquête pour détention et usage de stupéfiants dans le cadre d'une enquête concernant la boîte de nuit romaine Number One.

## Filmographie

### Cinéma
- 1964 : Becket de Peter Glenville (non créditée)
- 1965 : Thrilling d'Ettore Scola, épisode Il vittimista
- 1966 : Les Nuits facétieuses (Le piacevoli notti) de Armando Crispino et Luciano Lucignani
- 1966 : Sette monaci d'oro (it) de Marino Girolami
- 1967 : Le Gros Coup du caméléon (Colpo doppio del camaleonte d'oro) de Giorgio Stegani
- 1967 : Sibérie, terre de violence (Liebesnächte in der Taiga) de Harald Philipp
- 1967 : Le requin est au parfum (Segretissimo) de Fernando Cerchio
- 1968 : Satanik de Piero Vivarelli
- 1968 : Ciel de plomb (...e per tetto un cielo di stelle) de Giulio Petroni
- 1969 : Un tueur nommé Luke (La notte dei serpenti) de Giulio Petroni
- 1970 : Commando de la mort (Hell Boats) de Paul Wendkos
- 1970 : Quand les dinosaures dominaient le monde (When Dinosaurs Ruled the Earth) de Val Guest
- 1971 : Quickly... spari e baci a colazione  d'Alberto Cavallone
- 1971 : Blindman, le justicier aveugle (Blindman) de Ferdinando Baldi
- 1972 : La Patrouille du ciel (Forza G) de Duccio Tessari
- 1972 : Canterbury proibito d'Italo Alfaro
- 1972 : Georgina, la nonne perverse (it) (Cristiana monaca indemoniata) de Sergio Bergonzelli
- 1973 : Lucky Luciano de Francesco Rosi
- 1974 : Dossier rose de la prostitution (Prostituzione) de Rino Di Silvestro
- 1975 : Diabolicamente... Letizia de Salvatore Bugnatelli
- 1975 : Supermen contre les Amazones (Superuomini, superdonne, superbotte)  d'Alfonso Brescia
- 1975 : Il vizio ha le calze nere de Tano Cimarosa
- 1976 : La cameriera nera (it) de Mario Bianchi
- 1976 : Une petite femme très brûlante (it) (La sposina) de Sergio Bergonzelli
- 1976 : Campagnola bella (it) de Mario Siciliano
- 1976 : La casa (it) d'Angelino Fons
- 1979 : La zia di Monica (it) de Giorgio Mille (it)

### Télévision
- 1964 : Destination Danger (série télévisée), A Date with Doris, épisode Conchita Parrondo
- 1970 : Département S, épisode A Fish Out of Water
- 1971 : Jason King, épisode Variations on a Theme
- 1972 : Amicalement vôtre, épisode Des secrets plein la tête, rôle d'Ingrid